# Jeanne-Nicole Ngo Minyemeck
Jeanne-Nicole Ngo Minyemeck, född 18 augusti 1969, är en friidrottare från Kamerun. Hon deltog vid olympiska sommarspelen 1988.